# جوناثان فريمان
جوناثان فريمان (بالإنجليزية: Jonathan Freeman)‏ (و. 1950 – م) هو ممثل، وممثل مسرحي، وممثل تلفزيوني، من الولايات المتحدة الأمريكية، ولد في كليفلاند، أوهايو.

## التعليم
تعلم في جامعة أوهايو.

## وصلات خارجية
- جوناثان فريمان على موقع IMDb (الإنجليزية)
- جوناثان فريمان على موقع ميوزك برينز (الإنجليزية)
- جوناثان فريمان على موقع قاعدة بيانات برودواي على الإنترنت (الإنجليزية)
- جوناثان فريمان على موقع قاعدة بيانات الفيلم (الإنجليزية)